# Brass (brädspel)
Brass är ett tyskt brädspel för 3-4 spelare konstruerat av Martin Wallace från Storbritannien och illustrerat av Eckhard Freytag och Peter Dennis. Spelet lanserades 2007 på spelmässan spiel i Essen.
I spelet ska spelarna bygga bomullsspinnerier, kolgruvor, järnverk, kanaler, järnvägar, hamnar och skeppsvarv. Spelarens valmöjligheter begränsas av de kort som spelaren drar och spelarna turas om att göra två handlingar var. Städerna som man bygger i har inte plats för hur många byggnader som helst, och det gäller att koppla ihop städerna som har byggnader med kanaler och järnvägar. Ett bra strategiskt drag kan vara att ha monopol på järn eller kol och att ha tillverkningen centralt så att de andra spelarna behöver använda ditt gods.
Spelet är uppdelat i två faser. Under den första fasen får spelarna bara ha en byggnad var i en viss stad men i fas 2 så kan de ha så många som får plats. Efter första fasen delas halvtidspoäng ut och alla kanaler förstörs. Halvtidspoängen läggs ihop med poängen i slutet av spelet, och den spelare med mest poäng vinner.
Age of Industry är en nyimplementation av Brass från 2010. Förändringar i Age of Industry är bland annat att spelet generaliseras med olika bräden och att restriktioner, som var man får bygga vissa byggnader, lättas.

## Mottagande
Brass vann 2008 pris för årets spel i Portugal (Jogo do Ano).
I en recension beskrivs spelet som strategiskt komplext och att det finns många olika strategier som tål att tänkas över. Det kan medföra att spelet tar ett tag att lära sig.